# Hlevnik
Hlevnik este o localitate din comuna Brda, Slovenia, cu o populație de 37 de locuitori.